# Regina Alcóver
María Regina Alcóver Ureta (Lima, 29 de septiembre de 1948), conocida como Regina Alcóver, es una actriz, cantante y locutora de radio peruana.
Hija de la actriz peruana Marianela Ureta y el cantante brasileño Ray Alcover, quien triunfó con Los Demonios de Copacabana. Es madre del cantante peruano Gian Marco y de la fotógrafa Mia Roca Alcover.
Regina se inició en el trabajo artístico a los ocho años de edad con presentaciones teatralizadas en Radio Nacional del Perú. A los once años de edad, fue contratada por Panamericana Televisión.

## Biografía
Hija del cantante brasileño Ray Alcover y la peruana Marianela Ureta. En la década de 1960, participó como cantante de la nueva ola, junto con otros nuevaoleros peruanos de la época como Joe Danova (quien luego sería su esposo), Pepe Cipolla, Anita Martínez, y otros, en los programas musicales de esa época Cancionísima y Villa Twist. También participó en la película peruana Bromas S. A (1967) y en las telenovelas Mujercitas, Simplemente María y Vivir contigo (1969). 
En 1970, saltó al estrellato con la novela El adorable profesor Aldao, con el actor mexicano Julio Alemán y la actriz peruana Patricia Aspíllaga.
Debido al gran éxito de dicha novela, se filmó una secuela en la que compartió el rol protagónico con el actor mexicano Miguel Palmer: La inconquistable Viviana Hortiguera (1971).
En 1971, Regina viaja a Venezuela por un año donde filmó la novela La consentida de papá, con José Luis Rodríguez, el Puma, la cual fue dirigida por Rafael Quiroga Delgado. Igualmente grabó un disco con el tema musical de la novela con el Puma.
En 1973, regresó a Venezuela para trabajar con el actor venezolano Eduardo Serrano haciendo la novela Mily y haciendo varios unitarios en CVTV canal 8. También hizo un ciclo de obras de teatro como La zapatera prodigiosa, Angelina o el honor de un brigadier, y comedias como Apagón en NY, dirigida por Daniel Farías. También estuvo en programas musicales de La gran revista dirigidos por Rafael Quiroga Delgado.
En el año 1972, filmó la novela Mi dulce enamorada, con un gran elenco argentino encabezado por Guillermo Bredeston, Oswaldo Cattone, María Rosa Gallo y Noemí del Castillo.
Ya en el Perú, filmó la telenovela Me llaman Gorrión (1974), también con el actor argentino Osvaldo Cattone, con quien después inició una alianza de trabajo que duraría veinticinco años, repitiendo muchas veces la misma pareja en obras de teatro, primero en el Teatro Mariategui y luego en el Teatro Marsano de Lima.
En 1974, trabajó en la comedia romántica Los ojos llenos de amor, con Cattone, en el Corral de Comedias de Miraflores (hoy Teatro Británico). Esta obra se convirtió en un gran éxito teatral, con 150 presentaciones consecutivas. El año 1975, realizaría también con Cattone la obra No hay edad para el amor en el Teatro Segura de Lima.
Al año siguiente inauguró el Teatro Marsano junto con Osvaldo Cattone con la obra musical Aleluya, Aleluya (la historia de la familia Trapp). En la misma época, haría populares comerciales de televisión, orientados principalmente a niños. Luego seguiría en el mismo año el musical Mi muñeca favorita.
Entre los años 1977 y 1978, protagonizó la comedia musical Gigi junto con su madre Marianela Ureta, y un reconocido reparto.
En 1979, el productor Horacio Paredes se asoció con Regina Alcóver y produjo montajes como María Pepino, Sor María Terremoto, Papito, piernas largas y Coquelucce, entre otras, que abarcó los inicios de la siguiente década.
En el año 1980, Regina representó al Perú en el 9.º Festival OTI, que tuvo lugar en Buenos Aires, con la canción Un buen motivo para amar. También trabajó en la serie de humor llamada Los Pérez-Gil (1984), con Gianfranco Brero, Liz Ureta y Enrique Urrutia.
En 1982, se desempeña en las tablas con las presentación de noventa obras para el Teatro Arlequín.
Entre los años 1986 y 1988, fue reportera de la cadena Telemundo en Miami, realizando más de 80 reportajes en el programa Día a día.
A su regreso de Miami, tuvo un programa en RTP canal 7 llamado Regina y tú por casi ocho meses, para luego pasar a Canal 9 (actual ATV) y conducir el espacio llamado Regina.
En el año 1991, Regina participó en el renombrado espectáculo Tres mujeres para el show, con las destacadas cantantes peruanas Cecilia Bracamonte y Cecilia Barraza, producido también por Osvaldo Cattone. Este fue un espectáculo de estímulo positivo de especial significado para el público limeño que vivía dicha época bajo la zozobra de la violencia política y crisis económica.
En 1998, actuó en la telenovela Travesuras del corazón como Bárbara Mori.
En 1999, interpretó al personaje de Carmela en la telenovela Isabella, mujer enamorada, producida por América Televisión en el Perú.
En 2005, Alcóver actuó en la telenovela Milagros como Teresa Rosas de Bellido.
En 2008, participó como jurado en el programa de talentos Desafío y fama en Panamericana TV.
Regina condujo el programa Gracias a la música, en Radio Felicidad desde el año 2008, y actualmente conduce Nuestra casa en la casa radial, centrada en entrevistas y música del recuerdo. Regresó a la televisión en 2013 con la miniserie Derecho de familia, de América Televisión, en el rol protagónico como Marta Casas.
En febrero de 2013, presentaron el espectáculo unipersonal Antes que me olvide, en solo cuatro fechas.
Regresó al teatro protagonizando la obra La heredera.
En 2014, ingresó a la serie Al fondo hay sitio como Socorro.
En 2023, fue reconocida con el premio a la trayectoria en el Premio Luces.

## Filmografía

### Telenovelas
- Mujercitas
- Simplemente María (1969)
- Vivir contigo (1969)
- El adorable profesor Aldao (1971)
- La consentida de papá
- La inconquistable Viviana Hortiguera (1971)
- Mi dulce enamorada (1972)
- La vida dolorosa
- La huérfana
- Mily (1973)
- Me llaman Gorrión (1973)
- El Duende Azul (1989)
- Travesuras del corazón (1998)
- Isabella, mujer enamorada (1999)
- Milagros (2000)

### Series de televisión
- Los Pérez-Gil (1984)
- Derecho de familia (2013), como Martha Casas
- Ramírez (2013)
- Al fondo hay sitio, como Socorro

### Programas de televisión
- Cancionísima, Panamericana Televisión
- Villa twist, Panamericana Televisión
- La gran revista, Venezolana de Televisión
- Día a día, Telemundo
- Regina y punto, TV Perú
- Regina, ATV
- Contacto femenino
- Desafío y fama

### Películas
- Bromas, S. A. (1967)
- Mundo gordo (2022)

### Teatro
- Los ojos llenos de amor (1974)
- No hay edad para el amor (1975)
- Mi muñeca favorita (1976)
- Aleluya, Aleluya (1976)
- Gigi (1977)
- Espíritu travieso (1978)
- Los monólogos de la vagina (2001)[13]
- La heredera (2013)[14]

## Vida personal
Regina Alcóver se casó en 1967 con el cantante peruano Joe Danova, padre del también cantante peruano Gian Marco. Divorciada de este contrajo matrimonio en 1982 con el economista español Ricardo Roca, lo que la llevó a vivir durante varios años en Madrid. De este matrimonio nace en 1983 su hija Mia.
En 1996, Regina sufrió un breve secuestro que conmocionó a su familia y al medio artístico del Perú, lo que la llevó a trasladarse a vivir junto con su hija por un tiempo a Madrid por razones de seguridad.
Posteriormente Regina tuvo dos matrimonios adicionales, uno de los cuales la llevó a radicar en Buenos Aires por siete años, hasta su regreso definitivo al Perú en el año 2008.

## Premios
- Premios Guido
- Premios Naylamp (1964) por mayor venta de discos
- Micrófono de Oro por el sencillo En una flor (1966)
- Miss Televisión
- Cámara de Oro
- Premio Circe
- Premio ACCA (Miami)
- Mejor actriz por El Duende Azul (Miami)
- Premio a la trayectoria (Premio Luces-2023)